# Bretagne-d’Armagnac
Bretagne-d’Armagnac település Franciaországban, Gers megyében. Lakosainak száma 400 fő (2022. január 1.). Bretagne-d’Armagnac Castelnau-d'Auzan-Labarrère, Cazeneuve, Eauze és Montréal községekkel határos.

## Népesség
A település népességének változása:
| Lakosok száma | 388  | 392  | 345  | 378  | 441  | 445  | 422  | 403  | 397  | 400  |
|               | 1968 | 1982 | 1990 | 2006 | 2013 | 2015 | 2017 | 2019 | 2020 | 2022 |